# Kwarantanna (serial telewizyjny)
Kwarantanna (ang. Containment) – amerykański serial telewizyjny (dramat) wyprodukowany przez Eyeworks, My So-Called Company oraz Warner Bros. Television. Serial jest adaptacją belgijskiego serialu Cordon. Premiera Kwarantanny odbyła się 19 kwietnia 2016 roku w The CW.
W Polsce Kwarantanna  udostępniona została w ramach usługi VOD Seriale+ platformy nc+ od 29 kwietnia 2016 roku. 13 maja 2016  roku stacja The CW ogłosiła anulowanie serialu po jednym sezonie.

## Fabuła
Fabuła serialu dzieje się w Atlancie, gdzie wybucha groźna epidemia. Całe miasto zostaje objęte kwarantanną, a władze federalne szukają szczepionki. Serial skupia się na Alexie "Lex" Carnahan, oficerze policji, który dowiaduje się, że jego dziewczyna i najlepszy przyjaciel objęci są kwarantanną. Stara się im pomóc. 

## Obsada

### Główna
- David Gyasi jako Lex Carnahan[5]
- Christina Moses jako Jana[5]
- Chris Wood jako Jake[6]
- Hanna Mangan-Lawrence jako Teresa[7]
- Kristen Gutoskie jako Katie Frank[5]
- George Young jako Victor Cannerts[8]
- Claudia Black jako Sabine Lommers[9]
- Trevor St. John jako Leo[8]
- Yohance Myles jako Dennis

### Drugoplanowe role
- Miles Doleac jako kapitan Lee Scott[10]

## Odcinki
| Seria | Seria | Odcinki | Oryginalna emisja | Oryginalna emisja |
| Seria | Seria | Odcinki | Premiera serii    | Finał serii       |
| ----- | ----- | ------- | ----------------- | ----------------- |
|       | 1     | 13      | 19 kwietnia 2016  | 19 lipca 2016     |

### Seria 1 (2016)
| #  | Tytuł                            | Reżyseria          | Scenariusz                   | Premiera The CW  |
| -- | -------------------------------- | ------------------ | ---------------------------- | ---------------- |
| 1  | Pilot                            | David Nutter       | Julie Plec                   | 19 kwietnia 2016 |
| 2  | I to Die, You to Live            | Charles Beeson     | Julie Plec                   | 26 kwietnia 2016 |
| 3  | Be Angry at the Sun              | Charles Beeson     | Marguerite MacIntyre         | 3 maja 2016      |
| 4  | With Silence and Tears           | Chris Grismer      | Michael Jones-Morales        | 10 maja 2016     |
| 5  | Like a Sheep Among Wolves        | Janice Cooke       | Jeff Stetson                 | 17 maja 2016     |
| 6  | He Stilled the Rising Tumult     | Michael Allowitz   | Elizabeth Peterson           | 24 maja 2016     |
| 7  | Inferno                          | David Boyd         | Matt Corman, Chris Ord       | 31 maja 2016     |
| 8  | There is a Crack in Everything   | Elliott Lester     | Ariella Blejer, Dawn Kamoche | 14 czerwca 2016  |
| 9  | A Kingdom Divided Against Itself | Lance Anderson     | Michael Jones-Morales        | 21 czerwca 2016  |
| 10 | A Time to Be Born…               | Elizabeth Peterson | Carol Banker                 | 28 czerwca 2016  |
| 11 | Nothing Gold Can Stay            | Chris Grismer      | Julie Plec, Tom Farrell      | 5 lipca 2016     |
| 12 | Yes Is the Only Living Thing     | Charles Beeson     | Marguerite MacIntyre         | 12 lipca 2016    |
| 13 | Path to Paradise                 | Charles Beeson     | Matt Corman, Chris Ord       | 19 lipca 2016    |

## Produkcja
3 lutego 2015 roku stacja The CW zamówiła pilotowy odcinek Containment. 8 maja 2015 roku stacja The CW zamówiła serial na sezon telewizyjny 2015/16, którego emisja jest zaplanowana na midseason. Pierwszy sezon Containment składa się z 13 odcinków.